# Carmelina di Guglielmo
Carmelina Di Guglielmo es una actriz australiana, más conocida por interpretar a Francesca Villante en la serie Neighbours. 

## Carrera
En 1999 dio vida a Maria Bell en un episodio de la serie policíaca Blue Heelers.
En 2004 apareció como invitada en la serie policíaca australiana Stingers, donde interpretó a Rosa Carrazza. Ese mismo año obtuvo un papel en la película Love's Brother.
En 2011 interpretó a la madre de Rocco (Frank Lotito) en la película Big Mamma's Boy. El 12 de octubre de 2012 se unió al elenco recurrente de la serie australiana Neighbours, donde interpreta a Francesca Villante hasta ahora.

## Filmografía
Series de televisión
| Año                   | Título           | Personaje          | Notas                           |
| --------------------- | ---------------- | ------------------ | ------------------------------- |
| 2012, 2013 - presente | Neighbours       | Francesca Villante | 5 episodios                     |
| 2009                  | Carla Cametti PD | Nancy              | episodio "For Better for Worse" |
| 2004                  | Stingers         | Rosa Carrazza      | episodio "The Good Oil"         |
| 1999                  | High Flyers      | -                  | -                               |
| 1999                  | Blue Heelers     | Maria Bell         | episodio "By the Book"          |

Películas
| Año  | Título          | Personaje       | Notas                                                                            |
| ---- | --------------- | --------------- | -------------------------------------------------------------------------------- |
| 2011 | Big Mamma's Boy | Mamma           | junto a Frank Lotito, Holly Valance, Steve Mouzakis, Nick Farnell & Sachin Joab  |
| 2004 | Love's Brother  | Madre de Connie | junto a Giovanni Ribisi, Adam Garcia, Rodney Afif, Silvia De Santis & Barry Otto |
| 1989 | Il Magistrato   | Anna Pizzi      | junto a Franco Nero, Julia Blake, Steve Bastoni & Andy Anderson                  |

Directora
| Año  | Título            | Notas            |
| ---- | ----------------- | ---------------- |
| 2007 | La Befana         | obra - directora |
| 1987 | A Change of Faces | obra - directora |

Teatro
| Año        | Obra                                  | Personaje | Director (a)       | Teatro              | Notas                                                                   |
| ---------- | ------------------------------------- | --------- | ------------------ | ------------------- | ----------------------------------------------------------------------- |
| 2011       | Six Characters in Search of an Author | -         | Laurence Strangio  | -                   | junto a Karen Berger, Dean Cartmel, Adam Cass & Caroline Lee            |
| 2010       | Mag and Bag                           | -         | Laurence Strangio  | -                   | junto a Maria Portesi                                                   |
| 2009       | Golden Valley                         | -         | Suzanne Chaundy    | -                   | junto a Jane Bayly, Carolyn Connors, Ben Rogan & Robert Stephens        |
| 2007       | The Chapel Perilous                   | -         | Suzanne Chaundy    | -                   | junto a Grant Cartwright, Matthew Crosby & Glenn Perry                  |
| 2007       | The Holy Innocents                    | -         | -                  | -                   | junto a Jema Stellato Pledger                                           |
| 2006       | Barmaids                              | -         | Terence O'Connell  | Lennox Theatre      | junto a Jane Clifton                                                    |
| 2002       | Mum's The Word                        | -         | Kaarin Fairfax     | -                   | junto a Jane Bayly, Sally Cooper, Victoria Eagger & Katrina Foster      |
| 2002       | Paradise                              | -         | Laurence Strangio  | -                   | junto a Katerina Kotsonis, Maria Theodorakis & Loukia Vassiliades       |
| 2001       | Blue Absence                          | -         | Susie Dee          | -                   | junto a Tammy Anderson, Tony Nikolakopoulos & Sergio Tell               |
| 1997       | Empty Shells                          | -         | Patricia Cornelius | -                   | junto a Nicholas Cassim, Nadia Coreno & Senol Mat                       |
| 1997       | Emma: Celebrazione!                   | -         | Rose Clemente      | Meryl Theatre       | junto a Nick Carrafa, Kate Jason-Omodei & Laura Lattuada                |
| 1996       | Dante...Through the Invisible         | -         | Ken Evans          | Randall Theatre     | junto a Winston Appleyard, Michael Butcher, Andrew Hansen & Lizz Talbot |
| 1993, 1994 | Viva La Vida: Frida Kahlo             | -         | Angela Chaplin     | Peacock Theatre     | junto a Jane Bayly                                                      |
| 1994       | Disturbing the Dust                   | -         | Ariette Taylor     | Playbox Theatre     | junto a Jack Finsterer, Leigh Morgan & Malcolm Robertson                |
| 1992       | Stravaganza                           | -         | John Jacobs        | Napier St. Theatre  | junto a Paul Bongiovanni, Drusilla Hendry & David Watson                |
| 1990       | Sabat Jesus                           | -         | Ariette Taylor     | -                   | junto a Robert Menzies, Robert Morgan, Mary Sitarenos & Gareth Yuen     |
| 1990       | Grass                                 | -         | Greg Carroll       | Theatreworks        | junto a John Brumpton, Stephen Hutchison & Stephen Sculley              |
| 1990       | Wogs Out of Work                      | -         | Mark Gracie        | -                   | junto a Mary Coustas, Nick Giannopoulos & George Kapiniaris             |
| 1990       | The Forty Lounge Cafe                 | -         | Robert Draffin     | Beckett Theatre     | junto a Evdokia Katahanas, Rosie Lalevitch & Mary Sitarenos             |
| 1989       | Edna for the Garden                   | -         | Meredith Rogers    | -                   | junto a Ernie Gray, Sara Hardy & Monica Main                            |
| 1988       | Mixed Bathing and The Swallows        | -         | Neil Greenaway     | Anthill Theatre     | junto a Drusilla Hendry, Andrew Oliver, Merfyn Owen & Daryl Pellizzer   |
| 1988       | Sexual Acts                           | -         | Anne Harvey        | Belvoir St. Theatre | junto a Ernie Gray, Stephen Hutchinson & Maria Portesi                  |
| 1986, 1988 | Running up a Dress                    | -         | Barbara Ciszewska  | Cremorne Theatre    | junto a Meredith Rogers                                                 |
| 1985       | The Haunted                           | -         | Peter Oyston       | Universal Theatre   | junto a Andrea Lemon, Avril McQueen, Ian Mortimer & Lizz Talbot         |
| 1981       | The Jack and Jill Story               | -         | -                  | -                   | -                                                                       |